# クレメンチッチ・コンソート

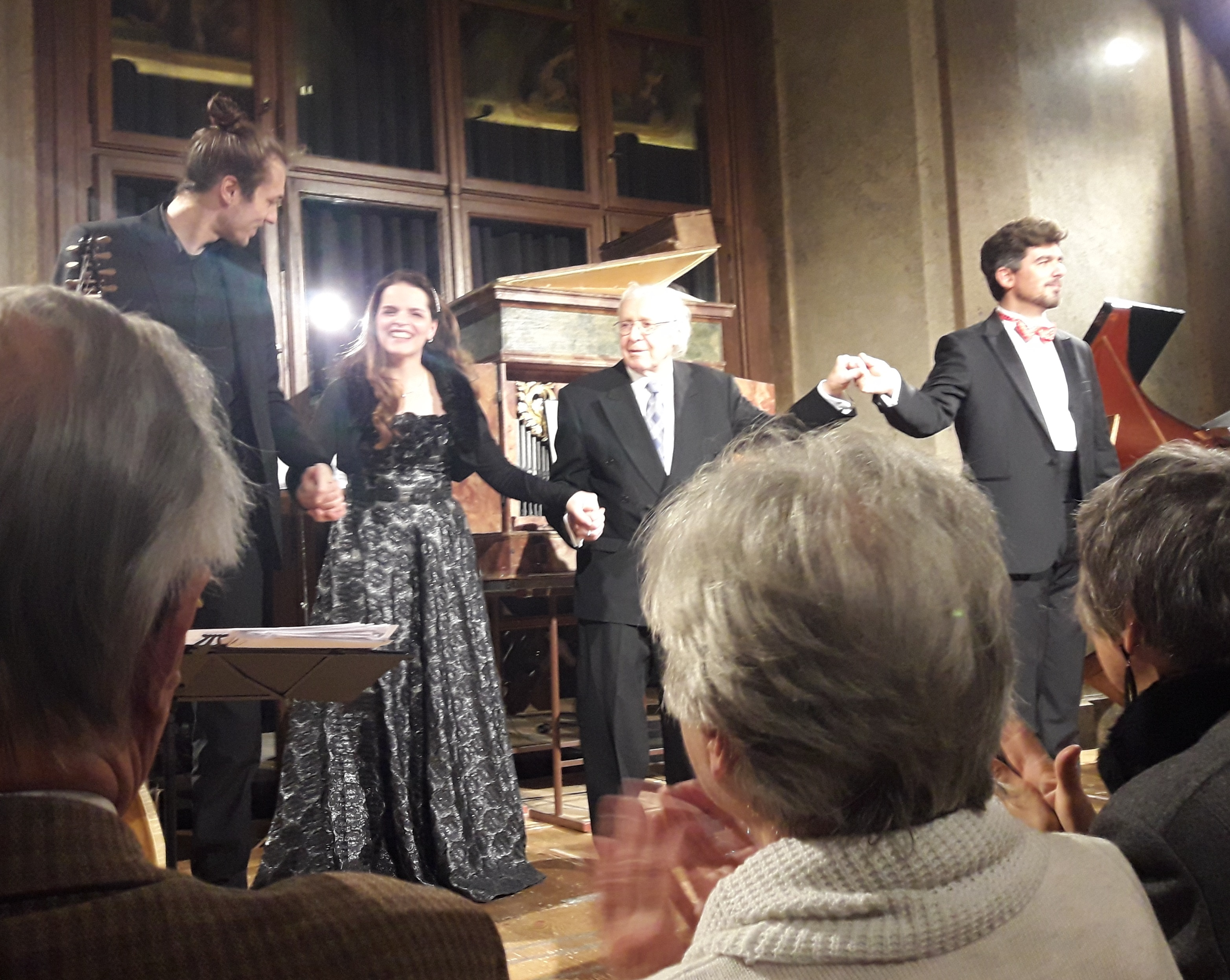
ウィーンの劇場博物館にて（2017年12月16日）

クレメンチッチ・コンソート（Clemencic Consort）は、オーストリア・ウィーンを本拠地とする古楽アンサンブルである。レネー・クレメンチッチ（René Clemencic[rə'ne kleː'məntʃitʃ], 1928年2月27日 - ）が古文献から掘り起こした古楽作品を演奏する。レネー・クレメンチッチはポジティヴオルガン、チェンバロ、リコーダー、シャルマイなどを受け持ち、指揮する。ウィーン楽友協会に独自のコンサートシリーズ（Konzertzyklus:ドイツ語Zyklusと英語cycleとは同じ語源）を持つがコンサートシーズン1962/63年よりアンサンブル・ムジカ・アンティクウァ（Ensemble Musica Antiqua）、コンサートシーズン1971/72年よりカペッラ・ムジカ・アンティクウァ（Capella Musica Antiqua）、そしてコンサートシーズン1972/73年より現在と同じアンサンブル名、クレメンチッチ・コンソート（Clemencic Consort）を名乗る。この名称でウィーン楽友協会での年3回アンサンブルコンサートシリーズとして現在まで続いている。そのうち年に1回は男性の器楽演奏者と歌手（カウンターテナー、テノール、バス）が燕尾服で正装するバロック音楽であり、ヒロ・クロサキがコンサートマスターをつとめる。 もちろん女性の器楽演奏者や歌手も共演している。
1962年11月20日よりEnsemble Musica Antiquaとしてウィーン楽友協会ブラームス・ホールを会場とする年数回のコンサートシリーズを持たされ1964年には同じ内容で2回ずつ持つなどして合計7回が数えられた。ウィーン楽友協会におけるEnsemble Musica Antiquaコンサートシリーズは1970年3月24日まで続く。翌シーズンにはウィーン楽友協会でのシリーズコンサートでのアンサンブル名がCapella Musica Antiquaとなり、アンサンブル名クレメンチッチ・コンソートとしての楽友協会コンサートは1972年12月12日より現在まで続いている。
1957年にレネー・クレメンチッチにより結成され、現在までクレメンチッチが芸術監督を務めている。レパートリーは中世の吟遊詩人の歌、トルバドゥール音楽やカルミナ・ブラーナなどに収められている世俗的な歌などや、ルネッサンス音楽、ゴシック音楽そして早期バロック時代の宮廷音楽ヨハン・ハインリヒ・シュメルツァー、ヨハン・ヨーゼフ・フックス、ハインリヒ・ビーバー、またギョーム・デュファイやジョン・ダンスタブルなどポリフォニー宗教音楽も含まれる。 アンサンブルの構成はその演奏内容によって変化し、国際的に著名な器楽演奏者や歌手も多く参加する。その中にはバロックバイオリン奏者ヒロ・クロサキやニッケルハルパ奏者のマルコ・アンブロジーニなどがいる。
現在入手できるCDには、カルミナ・ブラーナ（1992年、2008年および2012年）やクリスマス賛歌Laudate Pueri（ハインリヒ・シュッツ、クラウディオ・モンテヴェルディなどの作曲作品）、ヨハン・ヨーゼフ・フックスなどがある。